# Stilpnus major
Stilpnus major là một loài tò vò trong họ Ichneumonidae.